# Ericeia certilinea
Ericeia certilinea är en fjärilsart som beskrevs av Louis Beethoven Prout 1929. Ericeia certilinea ingår i släktet Ericeia och familjen nattflyn. Inga underarter finns listade i Catalogue of Life.